# Bente Giljarhus
Bente Giljarhus (14 aprile 1978) è un'ex sciatrice alpina norvegese.

## Biografia
Slalomista pura originaria di Geilo, la Giljarhus esordì in Coppa Europa il 7 dicembre 1997 a Piancavallo (14ª) e in Coppa del Mondo il 20 dicembre dello stesso anno a Val-d'Isère, senza completare la prova. Nel 1999 ottenne il miglior piazzamento in Coppa del Mondo, il 17 gennaio a Sankt Anton am Arlberg (24ª), e l'unico podio in Coppa Europa, il 1º marzo a Kiruna (2ª); prese per l'ultima volta il via in Coppa del Mondo il 9 gennaio 2000 a Berchtesgaden, senza completare la prova. Si ritirò durante la stagione 2005-2006 e la sua ultima gara fu uno slalom speciale FIS disputato il 5 febbraio a Spirit Mountain; non prese parte a rassegne olimpiche o iridate.

## Palmarès

### Coppa Europa
- Miglior piazzamento in classifica generale: 38ª nel 1999
- 1 podio:
  - 1 secondo posto

### Campionati norvegesi
- 3 medaglie:
  - 3 argenti (slalom speciale nel 1997; slalom speciale nel 1999; slalom speciale nel 2001)